# LabVIEW
LabVIEW (prescurtarea de la Laboratory Virtual Instrumentation Engineering Workbench) este o platformă și un mediu de dezvoltare pentru limbajul de programare vizuală de la National Instruments. 
Limbajele grafice sunt denumite "G". Inițial lansat pentru Macintosh în 1986, LabVIEW este frecvent folosit pentru achiziții de date,ca instrument de control, și automatizări industriale pe o diversitate de platforme, inclusiv Microsoft Windows, diverse sisteme UNIX, Linux, și Mac OS. Cea mai recentă versiune de LabVIEW este versiunea 2021 SP1, lansată în luna februarie 2022.
1. ↑  , iulie 2024 https://www.ni.com/docs/fr-FR/bundle/labview/page/labview-2024q3-changes.html, accesat în 25 septembrie 2024 Lipsește sau este vid: |title= (ajutor)